# Brawhm-Pass
Der Brawhm-Pass ist ein kleiner Gebirgspass im ostantarktischen Viktorialand. In den Quartermain Mountains verläuft er an der Ostseite des Farnell Valley und stellt eine einfach zu begehende Verbindung zwischen dem Beacon Valley und dem Arena Valley dar.
Die Benennung des Passes erfolgte 1968 durch das New Zealand Antarctic Place-Names Committee. Er ist das Akronym der Anfangsbuchstaben der Nachnamen der sechs Mitglieder (Brown, Rose, Anderson, Williams, Hobss und McElroy) einer Mannschaft von der University of New South Wales, die den Pass bei zwei Expeditionsreisen (1964–1965 und 1966–1967) als Weg nutzten.